# 소니 그레이
소니 그레이(Sonny Gray, 1989년 11월 7일 ~ )는 미국의 야구 선수이자, 현재 내셔널 리그 세인트루이스 카디널스의 선수이다.

## 경력

### 메이저 리그 이전
1989년에 테네시주 내슈빌에서 태어났다. 밴더빌트 대학 졸업 후 2011년에 있었던 MLB 드래프트에서 오클랜드 애슬레틱스에게 1라운드 전체 18순위로 지명을 받아 입단하게 된다.

### 오클랜드 애슬레틱스
2013년 7월 10일에 있었던 피츠버그 파이리츠전에서 메이저 리그에 데뷔한다.
2014년 시즌 33경기 14승 10패 219이닝 3.08 ERA 스탯을 찍으며 차세대 에이스로 주목받기 시작했다. 시즌 개막전 선발 등판, 생애 첫 완봉승(4월 28일 텍사스 레인저스전), 4월 이달의 투수 선정 등 올스타 브레이크 전까지 10승 3패 2.79의 ERA을 올리며 애슬레틱스의 에이스로 자리매김하였다. 와일드카드 경기 하루 전 마지막 경기인 텍사스 레인저스와의 경기에서 또다시 완봉승을 거두었다.
2015년 시즌 31경기 14승 7패 208이닝 2.73 ERA을 올리며 생애 최고의 시즌을 보냈다. 7월 13일, 클리블랜드 인디언스전에서 상대 에이스 코리 클루버를 상대로 완봉승을 거두었고, 리그 최고급 전반기 성적을 바탕으로 올스타에도 선정되었다. 7월 29일에는 LA 다저스를 상대로 시즌 2번째 완봉승을 거두었으며, 8월 8일에는 휴스턴 애스트로스의 에이스 댈러스 카이클을 상대로 완투승을 거두었다. 시즌 후 열린 사이 영 상 투표에서는 댈러스 카이클, 데이비드 프라이스에 이어 3위를 차지했다.

## 수상 경력
- 월간 MVP 2회 : 2014년 4월, 2014년 7월
- 아메리칸 리그 올스타 2회 (2015, 2023)
- 내셔널 리그 올스타 1회 (2019)